# Lipoptena mazamae
Lipoptena mazamae är en tvåvingeart som beskrevs av Camillo Rondani 1878. Lipoptena mazamae ingår i släktet Lipoptena och familjen lusflugor. Inga underarter finns listade i Catalogue of Life.